# Colombiers, Charente-Maritime
Colombiers är en kommun i departementet Charente-Maritime i regionen Nouvelle-Aquitaine i västra Frankrike. Kommunen ligger  i kantonen Saintes-Est som ligger i arrondissementet Saintes. År 2022 hade Colombiers 301 invånare.

## Befolkningsutveckling
Antalet invånare i kommunen Colombiers
Referens:INSEE